# 정글밥
정글밥(Junglebob cat)은 미국에서 유래한 잡종 고양이 품종이다. 픽시밥과 정글고양이의 잡종이다. 이들은 성장하는 속도가 매우 느린데, 완전히 성장하려면 2년에서 3년 정도 걸린다.

## 특징
정글밥은 1990년대 초부터 개발되어 왔다. 픽시밥과 쵸시 품종의 출현과 함께, 많은 브리더들은 다양한 방법으로 품종을 발전시켰다.
정글밥 품종은 중형에서 대형으로, 집고양이와 야생 고양이의 잡종이다, 아프리카 정글고양이를 제외한 야생 고양이는 모두 교배 대상으로 인정받고 있다. 표범 얼룩무늬의 털은 금색, 청동색, 갈색 등 다양한 색조의 갈색 얼룩무늬가 있다. 일부 다른 유황색도 있다. 단색일 필요는 없다. 고양이는 뚜렷한 주둥이와 사자와 같은 외모를 가지고 있어야 한다. 눈 주변에는 무늬가 있으며, 귀는 중간에서 큰 편이며, 머리 위로 높이 올려져 있다. 수컷은 근육이 많이 발달해야 하며, 일반적으로 암컷보다 크다. 수컷과 암컷은 상당히 긴 다리와 몸을 가지고 있어야 한다. 뒷다리는 앞다리보다 약간 길어야 한다. 정글밥은 짧은 꼬리를 가지도록 사육되며, 2.5인치에서 6인치까지의 길이가 성묘에게 가장 바람직한 범위이다. 짧은 꼬리 유전자는 우성 유전자이며, 따라서 고양이들이 짧은 꼬리를 가지고 태어나기 위해서는 한 부모만 짧은 꼬리를 가지고 있으면 된다. 장모와 단모종 모두 인정된다.